# Henny Porten
Frieda Ulricke "Henny" Porten (Magdeburgo, 7 de janeiro de 1890 — Berlim, 15 de outubro de 1960) foi uma atriz e produtora cinematográfica alemã da era dos filmes mudos, e a primeira grande estrela de cinema da Alemanha. Ela apareceu em mais de 170 filmes entre 1906 e 1955.

## Biografia
Frieda Ulricke Porten nasceu em Magdeburgo, no que era então o Império Alemão. Seu pai, Franz Porten, também era ator e diretor de cinema, assim como sua irmã mais velha, Rosa Porten.
Na década de 1910 ela trabalhou ativamente no cinema, tornando-se, junto com Asta Nielsen, a primeira estrela do cinema alemão. Ela foi uma das poucas atrizes alemãs da época a entrar no cinema sem ter experiência no palco. Muitos de seus primeiros filmes foram dirigidos por seu marido Curt A. Stark, que morreu durante a Primeira Guerra Mundial na Transilvânia, na Frente Oriental, em 1916.
Porten fundou em 1919 uma produtora de filmes própria, que em 1924 se fundiu com a assinatura de Carl Froelich. Também em 1919, foi filmado Irrungen, no qual foram expostas críticas de cunho social. No mesmo ano atuou na versão da obra de Gerhart Hauptmann, Rose Bernd. Em 1920, ela alcançou grande sucesso com filmes dirigidos por Ernst Lubitsch como Anna Boleyn (estrelado por Emil Jannings) e Kohlhiesels Töchter. Em 1921 continuou trabalhando com diretores renomados, destacando-se a produção dirigida por Ewald André Dupont Die Geierwally, Hintertreppe (1921), de Leopold Jessner, e o filme de 1923 de Robert Wiene, I.N.R.I.. Ela estrelou o filme de 1924, Gräfin Donelli, dirigido por Georg Wilhelm Pabst.
A atriz inicialmente estava cética em relação aos filmes sonoros, mas acabou trabalhando com o novo meio, estreando em 1930 com o filme Skandal um Eva.
Em 24 de junho de 1921, ela se casou novamente, com Wilhelm von Kaufmann (1888–1959), um médico de origem judaica, então diretor do Sanatório "Wiggers Kurheim", em Garmisch-Partenkirchen, que a partir de então se encarregou da produção dos filmes de Porten. Quando os nazistas tomaram o poder e ela se recusou a se divorciar de seu marido judeu, ela descobriu que sua carreira, enquanto fazia doze filmes por ano, se desfez imediatamente. Quando decidiu pela emigração, foi-lhe negado o visto de saída para evitar uma impressão negativa. Ela fez dez filmes durante a era nazista. Sua personalidade plácida e tranquilizadora ajudou a acalmar o público confrontado com o bombardeio dos Aliados. Em 1944, depois que uma mina aérea destruiu sua casa, ela e seu marido estavam nas ruas, pois era proibido abrigar um 'judeu completo'. Após a Segunda Guerra Mundial, Porten participou em dois filmes para os estúdios DEFA da Alemanha Oriental.
Henny Porten morreu em Berlim Ocidental, Alemanha Ocidental, em 1960. Ela foi enterrada no Cemitério da Igreja Memorial Imperador Guilherme em Berlim.
Em 1960, ela foi condecorada com a Ordem do Mérito da República Federal da Alemanha.

## Fama
Foi em A Porcelana de Meissner (1906), que Henny Porten fez sua primeira aparição no cinema. Foi um papel modesto em um filme sonoro, muito curto, que seu pai, Franz Porten, dirigiu para Oskar Messter. Em 1907, após terminar os estudos no Colégio De Múgica para Filhas Idosas, a jovem Porten tornou-se atriz profissional e trabalhou na Deutsche Mutoskop und Biograph GmbH antes de assinar um contrato exclusivo com Messter e protagonizar o filme Lohengrin (1910), baseado na ópera em três atos de Richard Wagner. Embora sem grande sucesso de bilheteria no início, sua aparência marcante e estilo simples de atuação exerceram um efeito magnético para o público.
Foi com o filme O Amor de uma Cega (1910), que Henny se tornou a primeira diva do cinema alemão. Em 1912 ela apareceu em Love Masked, o primeiro longa-metragem da Messters-Projection GmbH, Berlim, que se seguiu a uma centena de filmes até 1918. É por isso que seu nome é identificado com a ascensão da indústria cinematográfica alemã.

## "Garota de Messter"

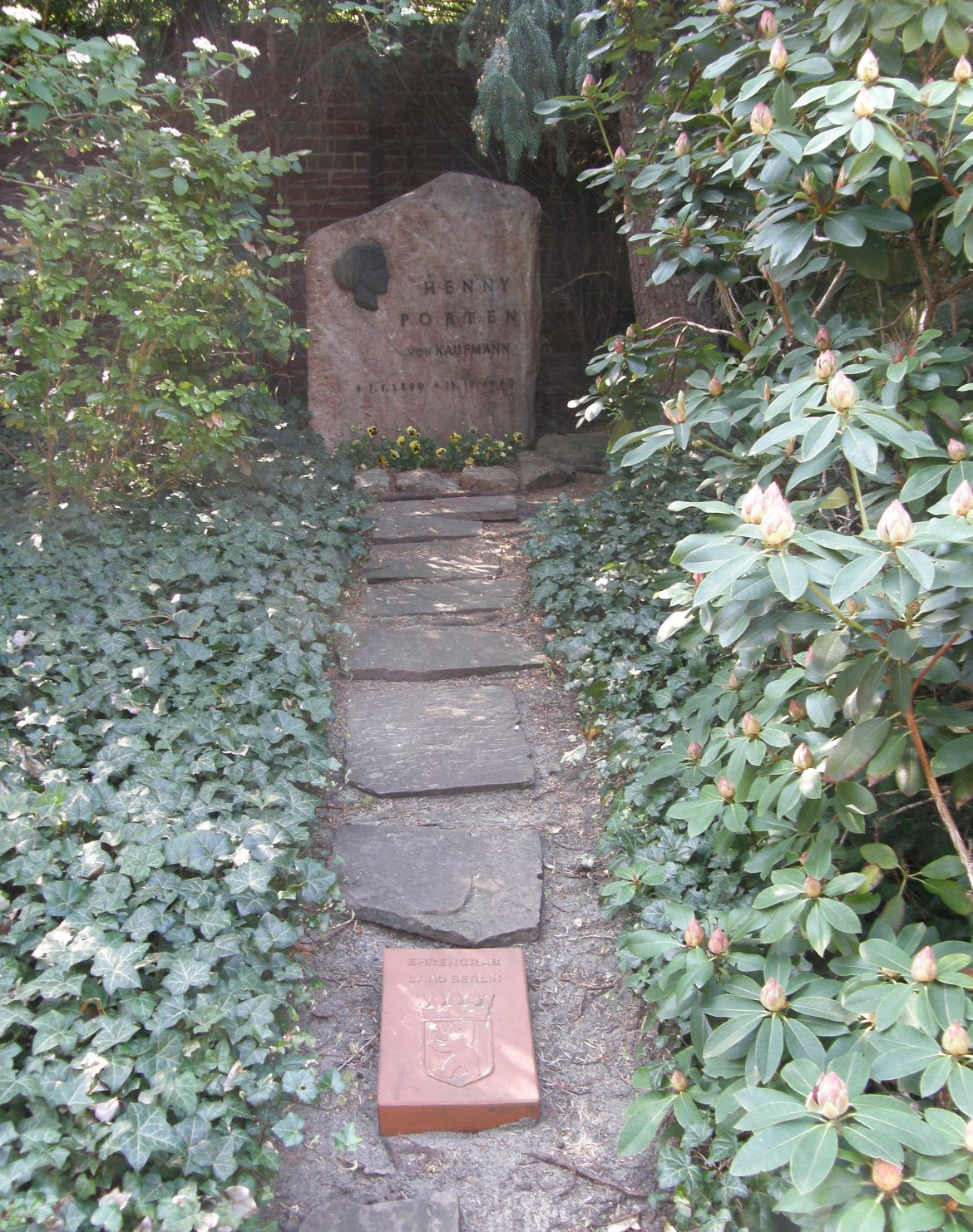
Túmulo de Porten no Cemitério da Igreja Memorial Imperador Guilherme em Berlim.

Os primeiros produtores de cinema alemães se recusaram a revelar os nomes dos atores de seus filmes, temendo que lhes cobrassem mais dinheiro. Consequentemente, Henny Porten não era conhecida pelo nome, mas pelo epíteto de "garota de Messter". Mas em 1910, quando Henny atuou no melodrama The Love of a Blind Girl com tanto sucesso, Messter foi forçado a divulgar ao público o nome de seu intérprete. E imediatamente, a atriz pediu um aumento.

## Personagens interpretadas
As personagens que Henny Porten interpretou em seus filmes emergiram da vida cotidiana das pessoas e permitiram que os espectadores alemães reconhecessem estruturas familiares para eles. Quase sempre, eram histórias tiradas de folhetins tirados de revistas. Portanto, os círculos artísticos e intelectuais do país qualificaram a atriz como "a estrela do povo". Como um símbolo de tudo o que as elites culturais desprezavam da classe baixa. Esses mesmos círculos atribuíram a popularidade de Henny à sua personificação da imagem tradicional da mulher alemã: uma loira plácida, voluptuosa, mas não erótica, que incorporava valores como auto sacrifício, indulgência e submissão. Porten foi fiel a essa caracterização de 1910 até o fim da era do cinema mudo.
Henny Porten costumava interpretar mulheres que encontravam satisfação em servir aos outros e no auto sacrifício, que se entregavam à submissão mesmo contra sua vontade. Nesses filmes, eles expuseram a repressão social que o patriarcado exercia sobre as mulheres, mostraram como as mulheres com relações extraconjugais ou que eram mães solteiras foram separadas da vida social e mostraram uma competição desigual entre homens e mulheres no trabalho.

## Filmografia selecionada
- Alexandra (1914)
- Auf der Alm, da gibt's ka Sünd (1915)
- Die Räuberbraut (1916)
- Der Liebesbrief der Königin (1916)
- Das wandernde Licht (1916)
- Gefangene Seele (1917)
- Höhenluft (1917)
- Die Prinzessin von Neutralien (1917)
- Die Faust des Riesen (1917)
- Die Ehe der Luise Rohrbach (1917)
- Gräfin Küchenfee (1918)
- Die Sieger (1918)
- Edelsteine (1918)
- Die blaue Laterne (1918)
- Das Geschlecht derer von Ringwall (1918)
- Agnes Arnau und ihre drei Freier (1918)
- Die Dame, der Teufel und die Probiermamsell (1918)
- Auf Probe gestellt (1918)
- Die Heimkehr des Odysseus (1918)
- Ihr Sport (1919)
- Die beiden Gatten der Frau Ruth (1919)
- Die Fahrt ins Blaue (1919)
- Die lebende Tote (1919)
- Rose Bernd (1919)
- Anna Boleyn (1920)
- Die goldene Krone (1920)
- Monika Vogelsang (1920)
- Kohlhiesels Töchter (1920)
- Die Geierwally (1921)
- Hintertreppe (1921)
- Sie und die Drei (1922)
- Das alte Gesetz (1923)
- Inge Larsen (1923)
- I.N.R.I. (1923)
- Die Liebe einer Königin (1923)
- Das Geheimnis von Brinkenhof (1923)
- Der Kaufmann von Venedig (1923)
- Gräfin Donelli (1924)
- Prater (1924)
- Mutter und Kind (1924)
- Das Abenteuer der Sibylle Brant (1925)
- Tragödie (1925)
- Das goldene Kalb (1925)
- Kammermusik (1925)
- Wehe wenn sie losgelassen (1926)
- Rosen aus dem Süden (1926)
- Die Flammen lügen (1926)
- Die große Pause (1927)
- Meine Tante – deine Tante (1927)
- Lotte (1928)
- Liebe im Kuhstall (1928)
- Violantha (1928)
- Zuflucht (1928)
- Die Frau, die jeder liebt, bist du (1929)
- Liebfraumilch (1929)
- Mutterliebe (1929)
- Die Herrin und ihr Knecht (1929)
- Skandal um Eva (1930)
- Kohlhiesels Töchter (1930)
- Luise, Königin von Preußen (1930)
- 24 Stunden aus dem Leben einer Frau (1931)
- Mutter und Kind (1934)
- Krach im Hinterhaus (1935)
- Komödianten (1941)
- Wenn der junge Wein blüht (1943)
- Familie Buchholz (1944)
- Neigungsehe (1944)
- Absender unbekannt (1950)
- Carola Lamberti – Eine vom Zirkus (1954)
- Das Fräulein von Scuderi (1955)